# فرانك بيرس ميلبورن
فرانك بيرس ميلبورن (بالإنجليزية: Frank Pierce Milburn)‏ هو مهندس معماري أمريكي، ولد في 1868، وتوفي في 1926.